# バズるもん作るもん

## 概要
2022年10月に放送開始。「CMソング作っちゃうも〜ん」というサブタイトル通り、CMソングを作りたい企業が登場し、出演者が即興で音楽に乗せCMソングを作っていく。そこからTikTok等にアップしたりしてバズるものを作っていく
本来は9月25日放送予定だったが、何かしらの確認事項が発生し、放送延期。出演者でありスポンサー会社の社長でもあるハマノーンとプロデューサーの木下陽介（通称：きのP）があたふたしてるツイートをしていた。

## 出演者
出演者の肩書は収録・放送当時のもの。
MC
- 関根勤
- なすなかにし
- 今出舞
- ハマノーン

ナレーション＆Vtuber
- 渡辺りえ（エンディングのVtuberパイソン琴里の声）

### 過去の出演者
企業
- 株式会社ラックサイバーリンク
- 株式会社オメガシミュレーション
- 株式会社TOK
- 株式会社大田中塗装店
- 株式会社福彫
- 株式会社リンク
- 三和エステート株式会社
- 株式会社CA　COMPANY
- 株式会社京都スペーサー
- 株式会社LIXIL
- 石黒堂株式会社
- 株式会社321
- Plastant株式会社
- ラブストック株式会社
- 株式会社ファンファーレ
- サイバーエージェントグループ eStream
- マキシオンジャパン株式会社
- 株式会社レンタス
- 株式会社KMS
- 株式会社 藤山
- 日研トータルソーシング株式会社
- 株式会社 クレバリーホーム
- 株式会社グラフィック・トイ
- ディグニケート合同会社

## スタッフ
- 企画協力：ハマノーン
- ナレーター：渡辺りえ
- 構成：神田真一
- 営業：木下陽介
- AP：普光院拓朗、余語美紗里、ショッカーすずき、ヨシダンデス
- ディレクター：河野幸信
- プロデューサー：永盛健之、神田真一、木下陽介
- 制作協力：オフィスながも
- 制作：オフィスながも
- 制作著作：セブンコード